# Piazurus
Piazurus är ett släkte av skalbaggar. Piazurus ingår i familjen vivlar.

## Dottertaxa tillPiazurus, i alfabetisk ordning[1]
- Piazurus albescens
- Piazurus alternans
- Piazurus anastomosans
- Piazurus apicatus
- Piazurus attenuatus
- Piazurus balistes
- Piazurus batrachus
- Piazurus benoisti
- Piazurus bicolor
- Piazurus bidentatus
- Piazurus bispinosus
- Piazurus bistriatus
- Piazurus bogotensis
- Piazurus boliviensis
- Piazurus brevicollis
- Piazurus bubo
- Piazurus calcaratus
- Piazurus californicus
- Piazurus caprimulgus
- Piazurus cerastes
- Piazurus ciliatus
- Piazurus compactus
- Piazurus concavus
- Piazurus condyliatus
- Piazurus contumeliosus
- Piazurus costatus
- Piazurus cratosomioides
- Piazurus curtus
- Piazurus defector
- Piazurus delicatus
- Piazurus dentipennis
- Piazurus deplanatus
- Piazurus diversus
- Piazurus ecaudatus
- Piazurus ephippiatus
- Piazurus equatorialis
- Piazurus extremus
- Piazurus floridanus
- Piazurus fraudulentus
- Piazurus gibbicollis
- Piazurus griseolus
- Piazurus griseoviridis
- Piazurus grisescens
- Piazurus guttulatus
- Piazurus helleri
- Piazurus illusus
- Piazurus imbellis
- Piazurus impressipennis
- Piazurus incommodus
- Piazurus laetus
- Piazurus leucomelas
- Piazurus lunatus
- Piazurus maculipes
- Piazurus melanostictus
- Piazurus minutus
- Piazurus misumenus
- Piazurus mitis
- Piazurus monostigma
- Piazurus nevermanni
- Piazurus notabilis
- Piazurus obesus
- Piazurus occipitalis
- Piazurus ochreocephalus
- Piazurus oculatus
- Piazurus operosus
- Piazurus orbifer
- Piazurus ostracion
- Piazurus pallidicinctus
- Piazurus pehlkei
- Piazurus peruviensis
- Piazurus phlesus
- Piazurus plagiatus
- Piazurus planus
- Piazurus pleuronectes
- Piazurus posticus
- Piazurus propinquus
- Piazurus proximus
- Piazurus pseudoalternans
- Piazurus quadratus
- Piazurus quecebensis
- Piazurus ranoides
- Piazurus recticollis
- Piazurus reticulatus
- Piazurus rosenschoeldi
- Piazurus rospigliosii
- Piazurus rubripes
- Piazurus rufuous
- Piazurus sacer
- Piazurus saginatus
- Piazurus semiocellatus
- Piazurus spretus
- Piazurus stellaris
- Piazurus stigmaticus
- Piazurus stipitosum
- Piazurus stipitosus
- Piazurus subcondyliatus
- Piazurus subcostatus
- Piazurus subfasciatus
- Piazurus subnodosus
- Piazurus subundatus
- Piazurus succivus
- Piazurus sulphuriventris
- Piazurus superbus
- Piazurus suturellus
- Piazurus taciturnus
- Piazurus tessellatus
- Piazurus tomentosus
- Piazurus transversus
- Piazurus triangularis
- Piazurus trifoveatus
- Piazurus umbrinus
- Piazurus vagus
- Piazurus varipes
- Piazurus varius
- Piazurus versicolor
- Piazurus vulpinus